# Nemoria sigillaria
Nemoria sigillaria är en fjärilsart som beskrevs av Achille Guenée 1857. Nemoria sigillaria ingår i släktet Nemoria och familjen mätare. Inga underarter finns listade i Catalogue of Life.